# Đảo Duy Mộng
Đảo Duy Mộng (tiếng Anh: Drummond Island; tiếng Trung: 晋卿岛; bính âm: Jìnqīng dǎo, Hán-Việt: Tấn Khanh đảo) là một đảo san hô thuộc nhóm đảo Lưỡi Liềm của quần đảo Hoàng Sa. Đảo này nằm ở điểm cuối của một vòng cung san hô, ngay phía đông bắc của đảo Quang Hoà, cách đảo Quang Hòa 2,9 km.

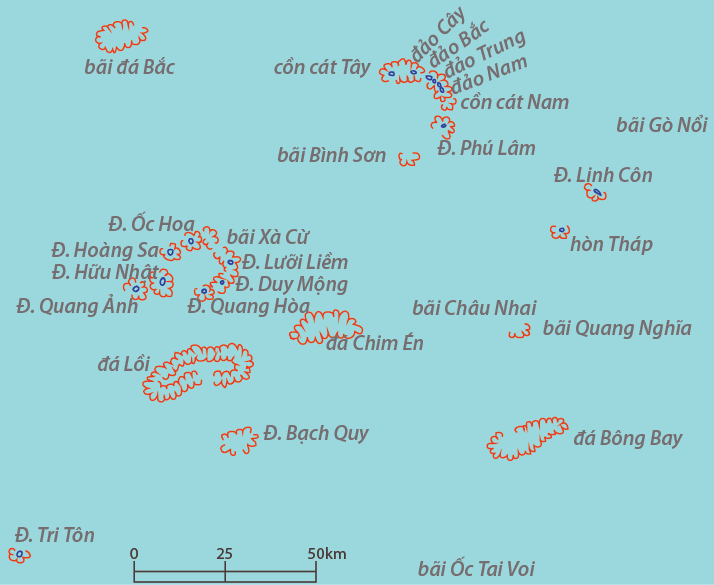
Bản đồ quần đảo Hoàng Sa

Đảo Duy Mộng là đối tượng tranh chấp giữa Việt Nam, Đài Loan và Trung Quốc. Hiện nay, Trung Quốc đang kiểm soát đảo này.

## Đặc điểm
Đảo có dạng hình bầu dục, dài 800 m rộng trung bình 300 m, chu vi khoảng 2.300 m, diện tích khoảng 0,21 km² và cao khoảng 4 m. Do có một lạch nước nhỏ nên ghe đi theo cửa lạch đó có thể vào được sát bờ. Tàu có thể thả neo cách đảo khoảng 200 m.
Cây mọc trên đất giàu phosphat và một số ít cây nhàu bao phủ phần lớn hòn đảo. Đi sâu thêm vào phía trong, về hướng nam tây nam là một khu đất trống chỉ có cỏ ngắn vài bụi cây. Lớp cát trên đảo có chứa phosphat tìm thấy trên mặt đất ở độ sâu trung bình 20 cm. Số lượng phosphat dự trữ ở đảo này khoảng 25.000 m³.

## Lịch sử
Trong những ngày khởi sự xâm chiếm nhóm đảo Lưỡi Liềm đầu tháng 1 năm 1974, Trung Quốc đã tập trung tới 11 tàu chiến ở phía tây của đảo Duy Mộng.
Ngày 26 tháng 4 năm 2012, Cục Hải dương Nhà nước Trung Quốc thông báo chấp thuận kế hoạch xây dựng một bến tàu trên đảo Duy Mộng của chính quyền tỉnh Hải Nam. Bến tàu sẽ chiếm 5.000 mẫu (hơn 300 ha) diện tích mặt nước và được sử dụng để cung cấp vật tư và dịch vụ cho ngành du lịch và nghề cá.

## Xã khu Tấn Khanh
Xã khu Tấn Khanh (晋卿社区; bính âm: Jìnqīng Shequ; Hán Việt: Tấn Khanh Xã khu) là đơn vị hành chính không chính thức (tương đương cấp thôn ở Việt Nam) được Trung Quốc thành lập tháng 8 năm 2009 trên địa phận đảo Duy Mộng và đảo Quang Hòa Tây, quy thuộc vào Khu quản lý hành chính Quần đảo Vĩnh Lạc, quận Tây Sa, thuộc thành phố cấp địa khu Tam Sa, tỉnh Hải Nam. Xã khu này có 30 hộ ngư dân với khoảng 100 người.